# 克里漢崖
克里漢崖（英語：Creehan Cliff）是南極洲的山崖，位於瑪麗伯德地的托尼山北部，處於里奇滿峰東北面11公里，美國地質調查局根據測量和該國海軍的空中照片繪入地圖，現時由南極條約體系管理。